# Amiran Kardanov
Amirán Kardánov (en griego: Αμιράν Καρντάνοφ, en ruso: Амиран Карданов; Chikolá, URSS, 19 de agosto de 1976) es un deportista griego de origen osetio que compitió en lucha libre.
Participó en tres Juegos Olímpicos de Verano, obteniendo una medalla de bronce en Sídney 2000, en la categoría de 54 kg; el cuarto lugar en Atenas 2004 y el decimosexto en Atlanta 1996.
Ganó cuatro medallas en el Campeonato Europeo de Lucha entre los años 1998 y 2006.

## Palmarés internacional
| Juegos Olímpicos   | Juegos Olímpicos        | Juegos Olímpicos  | Juegos Olímpicos |
| Año                | Lugar                   | Medalla           | Categoría        |
| ------------------ | ----------------------- | ----------------- | ---------------- |
| 2000               | Sídney (Australia)      | Medalla de bronce | 54 kg            |
| Campeonato Europeo |                         |                   |                  |
| Año                | Lugar                   | Medalla           | Categoría        |
| 1998               | Bratislava (Eslovaquia) | Medalla de bronce | 54 kg            |
| 2001               | Budapest (Hungría)      | Medalla de plata  | 54 kg            |
| 2003               | Riga (Letonia)          | Medalla de plata  | 55 kg            |
| 2006               | Moscú (Rusia)           | Medalla de bronce | 55 kg            |